# Marija Bilezka

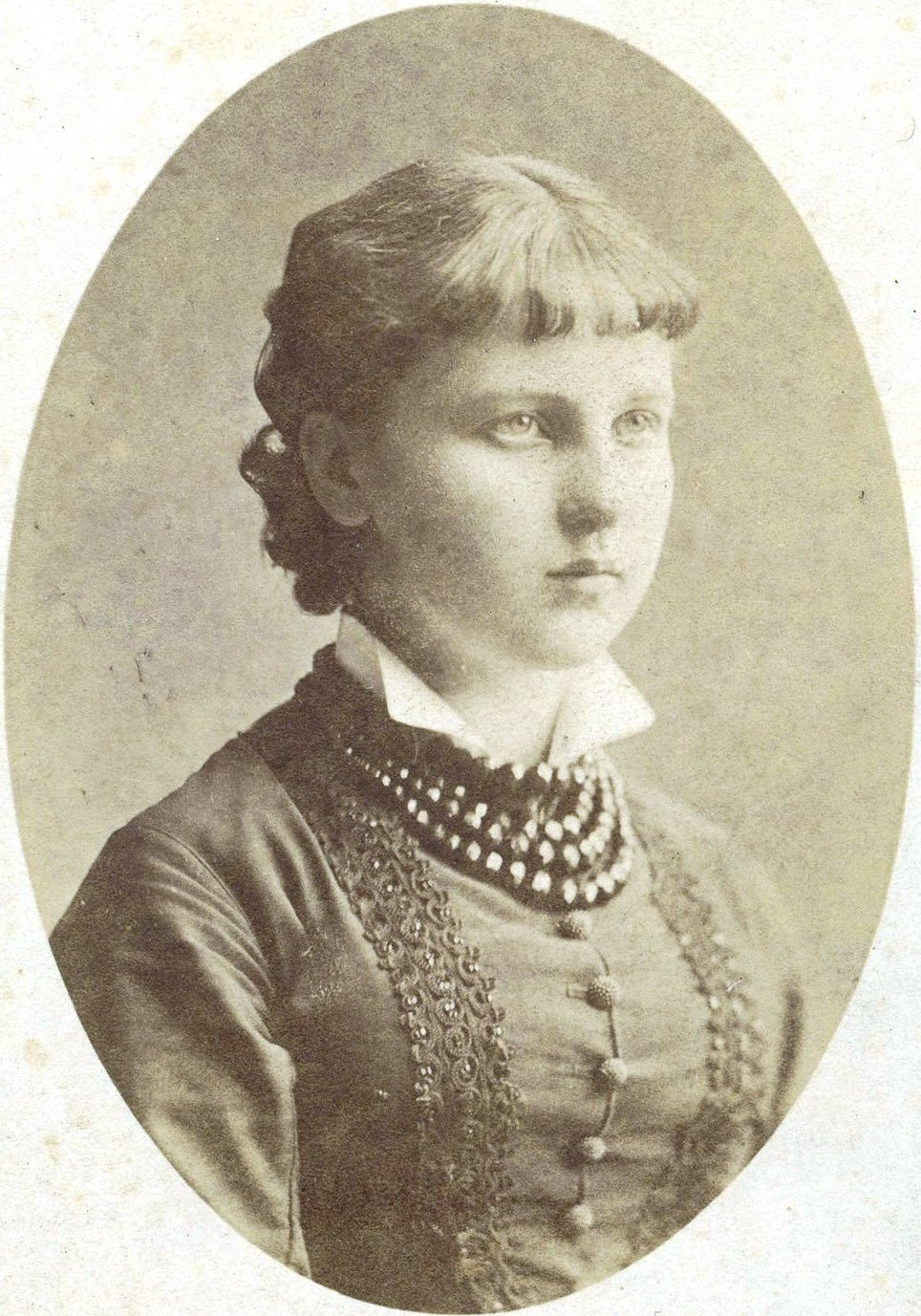
Marija Bilezka

Marija Ilarioniwna Bilezka (ukrainisch Марі́я Іларіонівна Біле́цька; * 1864 in Ternopil, Österreich-Ungarn; † 30. Dezember 1937 in Lwów, Zweite Polnische Republik) war eine ukrainische Lehrerin und Pädagogin. Sie leitete ein Haus in Lemberg, in dem Studenten wohnen konnten. Sie war eine führende Vertreterin der Frauenbewegung.

## Werdegang
Bilezka wurde 1864 in Ternopil geboren. Im Jahr 1899 leitete sie zusammen mit Hermina Shukhevych das Institut der Heiligen Olga. Das Institut bot Mädchen eine Unterkunft, während sie in Lemberg zur Schule gingen. Etwa die Hälfte dieser Mädchen stammte aus bäuerlichen Familien.
1912 nahm sie an einem von Kostjantyna Malyzka organisierten Treffen des „Frauenkomitees“ in Lemberg zur Vorbereitung auf den Krieg teil. Weitere Teilnehmerinnen waren Olena Zalizniak (1886–1969), Olena Stepaniw und Olha Bassarab. Sie empfahlen, das Geld aus dem „Nationalen Kampffonds“ für die Finanzierung der ukrainischen Sitscher Schützen zu verwenden. Stepaniw diente in dieser Gruppe als Gewehrschützin.
1921 wurde sie für ein Jahr Vorsitzende der Ukrainischen Frauenunion. Im folgenden Jahr verließ sie das St. Olga-Institut. Von 1925 bis 1926 kümmerte sie sich um Menschen mit Behinderungen.
Bilezka starb 1938 im nunmehr polnischen Lwów.